# Wasserturbine

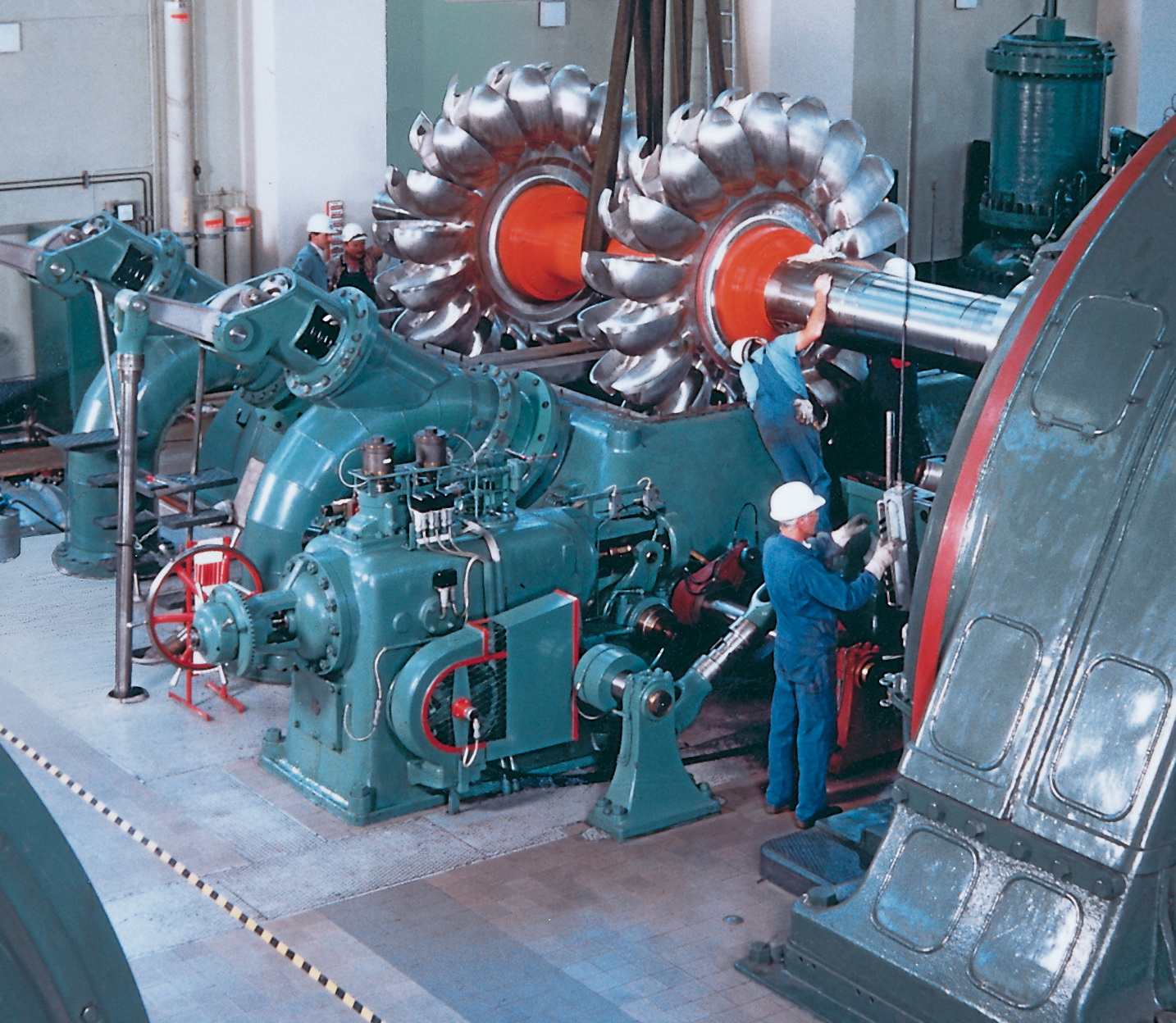
Montage von zwei Pelton-Turbinen im Walchenseekraftwerk

Eine Wasserturbine ist eine Turbine, welche die Wasserkraft nutzbar macht. Dabei wird kinetische Energie und/oder potentielle Energie des Wassers mittels der Wasserturbine in Rotationsenergie umgewandelt, was die Drehung der Turbinenwelle bewirkt. Diese Drehung wird in der Regel zum Antrieb eines Generators zur Stromerzeugung verwendet, wurde früher aber auch für den direkten Antrieb von Arbeitsmaschinen oder den Antrieb von Transmissionen genutzt.

## Technische Grundlagen

Kennfeld der gebräuchlichsten Wasserkraftmaschinen und Wasserturbinen bei einem angenommenen Wirkungsgrad η von 85 %. Legende:
mit Unterteilung:
Oberschlächtiges Wasserrad; Rückschlächtiges Wasserrad;
Mittelschlächtiges Wasserrad; Zuppinger-Rad + Kropfrad + Poncelet-Rad;
Unterschlächtiges Wasserrad

Die Leistung P (in Watt) einer Wasserturbine errechnet sich in der sogenannten Turbinengleichung aus dem Wirkungsgrad der Turbine {\displaystyle \eta _{\mathrm {T} }} multipliziert mit der Dichte des Wassers {\displaystyle \rho _{\mathrm {H_{2}O} }} ≈ 1000 kg/m³, der Erdbeschleunigung g ≈ 9,81 m/s², der Fallhöhe h (m) und dem Volumenstrom {\displaystyle {\dot {V}}} (m³/s)
{\displaystyle P_{\mathrm {Turbine} }=\eta _{\mathrm {T} }\cdot \rho _{\mathrm {H_{2}O} }\cdot g\cdot h\cdot {\dot {V}}}
Der Wirkungsgrad variiert je nach Typ, Alter und Betriebspunkt der Turbine. Neue Francis-Turbinen erreichen Wirkungsgrade von knapp über 94 %, heißt also {\displaystyle \eta _{\mathrm {T} }} = 0,94.
Die Fallhöhe h ist geringer als die tatsächliche Höhendifferenz zwischen Oberwasser und Unterwasser. In ihr sind bereits die Verluste durch die Reibung des Wassers in den Rohrleitungen berücksichtigt. Sie hat die Einheit Meter.
Veranschaulichen kann man sich diesen Zusammenhang, indem man dieselbe Formel für eine Pumpe benutzt, die das Wasser vom Unter- zum Oberwasser pumpt. Führt man dieser Pumpe mechanische Leistung zu, so dass sich ihr Laufrad dreht, berechnet sich der Wirkungsgrad {\displaystyle \eta _{\mathrm {Pumpe} }} aus dem Quotienten der zugeführten Leistung und dem Produkt aus {\displaystyle \rho _{\mathrm {H_{2}O} }\cdot g\cdot h\cdot {\dot {V}}}.
Hier ist die Höhe jedoch nur die tatsächliche Förderhöhe der Pumpe – ebenso ist dies dann auch bei der Wasserturbine der Fall.
In einigen wenigen Wasserkraftwerken wird die Drehung der Turbine mittels eines Getriebes auf einen Generator übertragen. Somit kommen zu den Verlusten der Turbine noch die Verluste durch das Getriebe {\displaystyle \eta _{\mathrm {Getr.} }} hinzu und es berechnet sich die mechanische Leistung {\displaystyle P_{\mathrm {mech.} }} folgendermaßen:
{\displaystyle P_{\mathrm {mech.} }=\eta _{\mathrm {T} }\cdot \eta _{\mathrm {Getr.} }\cdot \rho _{\mathrm {H_{2}O} }\cdot g\cdot h\cdot {\dot {V}}}
Weiterhin hat auch der Generator noch Verluste. Die letztendlich erzeugte elektrische Leistung {\displaystyle P_{\mathrm {elek.} }} der Turbine errechnet sich aus:
{\displaystyle P_{\mathrm {elek.} }=\eta _{\mathrm {T} }\cdot \eta _{\mathrm {Getr.} }\cdot \eta _{\mathrm {Gen.} }\cdot \rho _{\mathrm {H_{2}O} }\cdot g\cdot h\cdot {\dot {V}}}
Aus den Gleichungen wird ersichtlich, dass eine große Fallhöhe einen geringen Wasserdurchfluss kompensieren kann und umgekehrt. Das bedeutet: Die relativ geringe Wassermenge eines Gebirgsbachs mit großer Fallhöhe kann unter Umständen mehr elektrische Energie erzeugen als die große Wassermenge eines Flusses, die nur den Höhenunterschied eines Stauwehrs überwindet.

## Turbinen-Typen

### Gleichdruckturbinen
Bei Gleichdruckturbinen ändert sich der Wasserdruck beim Durchströmen der Turbine nicht: Es wird nur kinetische Energie aus der Strömungsgeschwindigkeit auf das Laufrad übertragen, die sich dabei entsprechend verringert. Das bedeutet, dass das Unterwasser mit entsprechend größerem Querschnitt abströmen muss. Zu den Gleichdruckturbinen zählen die Girard-Turbine, die Pelton-Turbine (Freistrahlturbine) und die Durchströmturbine (z. B. Ossberger-Turbine).

### Überdruckturbinen
Bei einer Überdruckturbine ist der Druck des Wassers beim Eintritt am höchsten und nimmt bis zum Austritt ab, so dass primär die potentielle Energie aus der Fallhöhe auf das Laufrad übertragen wird. Dies gilt für die Francis-Turbine und die Kaplan-Turbine bzw. deren vereinfachte Ausführung als Propellerturbine, außerdem für die Diagonalturbine (z. B. die Deriazturbine), die aber nur selten gebaut wurde. Diagonalturbinen der Bauweise nach Lawaczeck (Lawaczeck-Turbine) wurden im amerikanischen Kraftwerk Grand-Coulee eingebaut.
Sofern dabei (wie bei der Gleichdruckturbine) zugleich der Strömungsquerschnitt vergrößert und so die Strömungsgeschwindigkeit verringert wird, kann deren kinetische Energie zusätzlich ausgenutzt werden. Ähnlich wirkt ein Diffusor im Abstrom hinter der Turbine, dessen Verringerung der Strömungsgeschwindigkeit als Sog (Saugwirkung) auf die Druckdifferenz über der Turbine zurückwirkt.

### Übersicht
| Turbine:                                        | Pelton-Turbine           | Durchströmturbine                                                 | Francis-Turbine                  | Kaplan-Turbine                                   | Propellerturbine                   | Diagonalturbine                                     |
| Alternativnamen                                 | Freistrahl-Turbine       | Querstrom-Turbine Banki-Turbine Michell-Turbine Ossberger-Turbine |                                  | Propellerturbine mit verstellbaren Rotorblättern | Kaplan-Turbine mit festen Blättern | Deriaz-Turbine Kviatovsky-Turbine Lawaczeck-Turbine |
| Steuerelemente in den Grafiken grün dargestellt |                          |                                                                   |                                  |                                                  |                                    |                                                     |
| Volumenstrom [m3/s]                             | ≈0,5–50                  | ≈0,5–8                                                            | ≈0,6–1000                        | ≈2–1000                                          | ≈1–600                             | ≈1,6–300                                            |
| Fallhöhe [m]                                    | ≈100–2000                | ≈5–150                                                            | ≈20–700                          | ≈10–60                                           | ≈5–20                              | ≈30–120                                             |
| Leistung [MW]                                   | ≈0,5–250                 | ≈0,025–1                                                          | ≈0,04–1000                       | ≈0,4–150                                         | ≈0,05–50                           | ≈1–100                                              |
| Wirkungsgrad                                    | bis 90 %                 | ca. 80 %                                                          | ca. 90 %                         | bis 96 %                                         | bis 96 %                           | bis 90 %                                            |
| Einsatzgebiet                                   | Speicherkraftwerke       | Flusskraftwerke                                                   | universell                       | Flusskraftwerke                                  | Flusskraftwerke                    | universell                                          |
| Anfällig für Kavitation                         | nein                     | nein                                                              | ja                               | ja                                               | nein                               | nein                                                |
| Turbinentyp                                     | Gleichdruckturbine       | Gleichdruckturbine                                                | Überdruckturbine                 | Überdruckturbine                                 | Überdruckturbine                   | Überdruckturbine                                    |
| Wellenlage                                      | vertikal oder horizontal | horizontal                                                        | meist vertikal selten horizontal | klassisch vertikal als Rohrturbine horizontal    | vertikal                           | vertikal                                            |

Die Fallhöhen, Volumenströme und Leistungswerte wurden aus Diagrammen der Firmen Escher-Wyss (oder Voith) abgelesen.
Außerdem:
- Wells-Turbine für große Wassermengen mit periodisch wechselnder Fließrichtung für den Einsatz im Wellenkraftwerk
- Diagonalturbine, z. B. die Deriazturbine, die Kviatovskyturbine und die Lawaczeck-Turbine, alle Überdruckturbinen nach Paul Deriaz/Kviatovsky/Lawaczeck[5]

sowie vorwiegend für Kleinwasserkraftwerke:
- Hamann-Turbine für niedrige Fließgeschwindigkeit
- Wasserwirbelturbine mit langsamer Drehzahl für geringe Gefälle
- Wasserkraftschnecke mit langsamer Drehzahl für wechselnde Durchflussmengen
- Klappflügel-Rotor mit langsamer Drehzahl

## Konstruktive Details

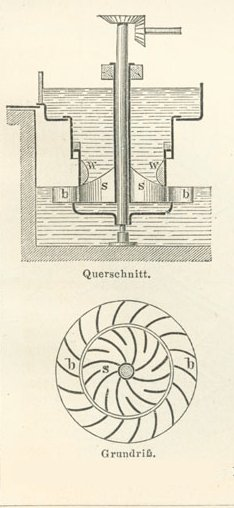
Eine Fourneyron-Turbine aus dem 19. Jahrhundert

Um einen optimalen Wirkungsgrad zu erzielen, muss die Turbine den unterschiedlichen Fallhöhen und Wasserdurchflussmengen angepasst sein. Ein Speicherkraftwerk im Gebirge braucht demnach eine andere Turbine als ein Laufwasserkraftwerk an einem Fluss.
Wasserturbinen werden mit Leistungen von etwa 200 Watt bis hin zu tausend Megawatt ausgeführt. Die Turbinen der Großkraftwerke werden individuell konstruiert und angefertigt, bevor sie auf der Baustelle des Kraftwerkes endgültig zusammengebaut werden. Die Laufräder solcher Turbinen haben einen Durchmesser von bis zu 11 m. Wasserturbinen lassen sich allerdings nicht beliebig miniaturisieren, da Kleinturbinen einen ähnlichen Aufwand zur Regelung haben wie Großturbinen und besonders empfindlich auf Wasserverschmutzungen reagieren.
Eine Besonderheit der Wasserturbine ist die aufwendige Regelung ihrer Drehzahl bei dem immer leicht schwankenden Durchfluss des Wassers. Die ausgeführten Regler halten mit hydraulisch betätigten Stellorganen (Armaturen und Leitschaufeln) die Drehzahl konstant und sichern die Turbine außerdem gegen „Durchgehen“, falls das Drehmoment an der Generatorwelle beispielsweise wegen eines Leerlaufes abfallen sollte.

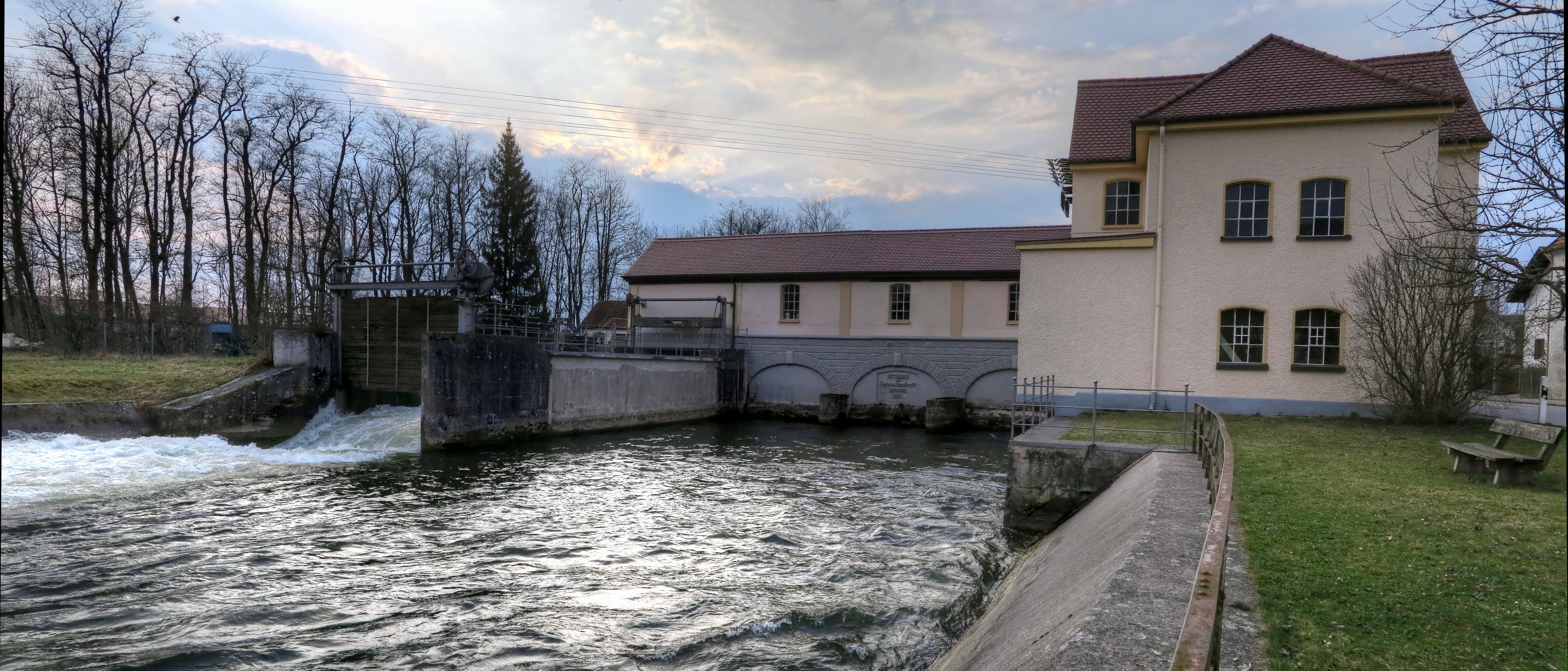
Wasserkraftwerk von 1891 in Schöngeising mit Francis-Turbinen

Auf eine Drehzahlregelung kann bei kleinen Turbinen im Netzbetrieb verzichtet werden, da der Generator bei Netzeinspeisung aufgrund der Netzfrequenz auf konstanter Drehzahl gehalten wird. Bei Netzausfall muss dann aber mittels Klappen oder Schützen die Wasserzufuhr unterbrochen werden, um das Durchgehen zu verhindern, wenn die Turbine und der Generator nicht für die Leerlaufdrehzahl ausgelegt wurde. Normalerweise liegt diese etwa bei der doppelten bis zweieinhalbfachen Betriebsdrehzahl.
Der Anteil von Turbine und Regler an den gesamten Investitionen eines Wasserkraftwerkes ist erheblich. Dieser Kostenanteil beträgt bei Kleinanlagen bis zu 50 %, bei Großanlagen 10 bis 20 %. Wasserturbinen zeichnen sich andererseits durch eine hohe Lebensdauer aus, in manchem Kraftwerk sind Maschinen seit dem Ende des Ersten Weltkrieges im Einsatz. Sie zählen in diesem Falle zu den technischen Denkmälern, die immer noch in Betrieb stehen.

## Pumpenturbinen in modernen Pumpspeicherwerken
In Pumpspeicherwerken werden heute vermehrt sogenannte Pumpenturbinen eingebaut. Sie sind alternierend Wasser-Turbine als auch Pumpe, je nachdem in welcher Strömungsrichtung sie durchströmt werden (Drehrichtungsumkehr). Es sollen radiale als auch axiale Typen gebaut werden. Ziel ist die Minimierung von Investkosten, die Reduzierung des Platzbedarfs und die Optimierung des hydraulischen Wirkungsgrades. Heute gebaute große radiale Pumpenturbinen sollen den Francis-Turbinen äußerlich ähneln. Bohl weist darauf hin, dass wegen der Energieverluste aus der Euler´schen Strömungsmaschinen-Hauptgleichung folgt, dass die Drehzahl im Pumpenbetrieb größer sein muss als im Turbinenbetrieb. Zitat: „Die im Mosel-Kraftwerk Detzem eingebauten ‚Kaplan-Pumpenturbinen‘ sollen im Pumpenbetrieb eine um 45 % höhere Drehzahl haben als im Turbinenbetrieb“. Bei gleicher Drehzahl würde daher eine Pumpenturbine als Pumpe einen kleineren Volumenstrom pumpen im Vergleich mit dem Volumenstrom der im Turbinenbetrieb bei dieser Drehzahl durch sie hindurchfließen würde.
Auch die „Isogyre Umkehrturbine“ (nach. Fa.Charmilles) gehört zu den Pumpenturbinen. Laut Abbildung verfügt sie über ein spiegelsymmetrisches Laufrad, welches also bei Anströmung von der einen oder der anderen Seite  jeweils in beiden Fällen als Pumpe oder als Turbine arbeiten kann, je nachdem welche Drehrichtung die Laufradwelle gerade hat. Entscheidend ist also in beiden Fällen nur, ob der Welle Energie entnommen (Turbinenbetrieb) oder zugeführt wird (Pumpenbetrieb). Der durchströmte Gehäuseteil der Isogyren Umkehrturbine ist ebenfalls spiegelsymmetrisch aufgebaut.
Für Förderhöhen/Aufschlagwasser-höhen von über 90 m werden Diagonalturbinen nach P. Deriaz auch als Pumpenturbinen eingesetzt.(Vermutlich Typen mit verstellbaren Leitschaufeln.)

## Technikgeschichte
Die technikgeschichtlichen Vorgänger der Wasserturbinen waren Wasserräder mit senkrecht angeordneter Welle, die im 18. und 19. Jahrhundert in Gebrauch kamen. Der Name Turbine stammt von Claude Burdin (1790–1873), der 1824 seine Erfindung so nannte. 1826 hatte die französische Société d’encouragement in Paris einen Preis von 6000 französischen Franc auf die Herstellung von Turbinen ausgeschrieben. Die ersten Bewerbungen waren resultatlos, bis es erst 1833 dem französischen Ingenieur Benoît Fourneyron gelang, den Preis mit der nach ihm benannten Turbine zu erwerben, deren Theorie 1838 von Jean-Victor Poncelet ermittelt wurde.

### Die Fourneyron-Turbine (ab1833)
Die Fourneyron-Turbine arbeitet ähnlich wie die ihr später folgende Francis-Turbine, nur dass die Leitschaufeln eine feste Stellung haben und das Wasser von Innen auf das außen liegende Laufrad strömt. (In Francisturbinen strömt das Wasser von außen nach innen und das Leitrad sitzt außen.) Die Bauart eignete sich gut bei gleichmäßigen Wasserzuflüssen und setzte sich innerhalb weniger Jahre gegen das unterschlächtige Wasserrad durch. Bei optimalem Wasserdurchsatz erreicht der Wirkungsgrad der Turbine 85 %. Sie wird trotz ihres einfachen Aufbaues heute nicht mehr hergestellt. Um die Fourneyron-Turbine an das verfügbare Betriebswasser anpassen zu können, wurde an der Innenseite der Außenschaufeln entlang eine bewegliche Abdeckung angebracht, mit deren Hilfe der Wasserdurchlauf veränderbar war.
Die Fourneyron-Turbine wurde mehrfach verbessert:
- 1837 durch den Deutschen Karl Anton Henschel
- 1838 durch den Amerikaner Samuel B. Howd, der das Laufrad ins Innere des Leitwerks verlegte
- durch den Engländer James Thomson (1822–1892), der die verstellbaren Leitschaufeln und die gekrümmten Laufradschaufeln entwickelte

### Museen zu Wasserkraft & Turbinentechnik
- Das Infozentrum am Kraftwerk in Hemfurth-Edersee an der Edertalsperre informiert über die Entstehung des Edersees und die Funktion von Pumpspeicherkraftwerken. Im Rahmen von Führungen kann das Kavernenkraftwerk Waldeck II besichtigt werden.[9]
- Der Bergbau im Harz war mit umfangreicher Nutzung von Wasserkraft verbunden (Kehrräder, Wasserlösungsstollen etc.), die vielerorts noch zur Stromerzeugung genutzt und in zahlreichen Museen und touristischen Sehenswürdigkeiten dokumentiert wird (siehe: Harzer Wasserregal).

#### Wasserkraftmuseum Ziegenrück

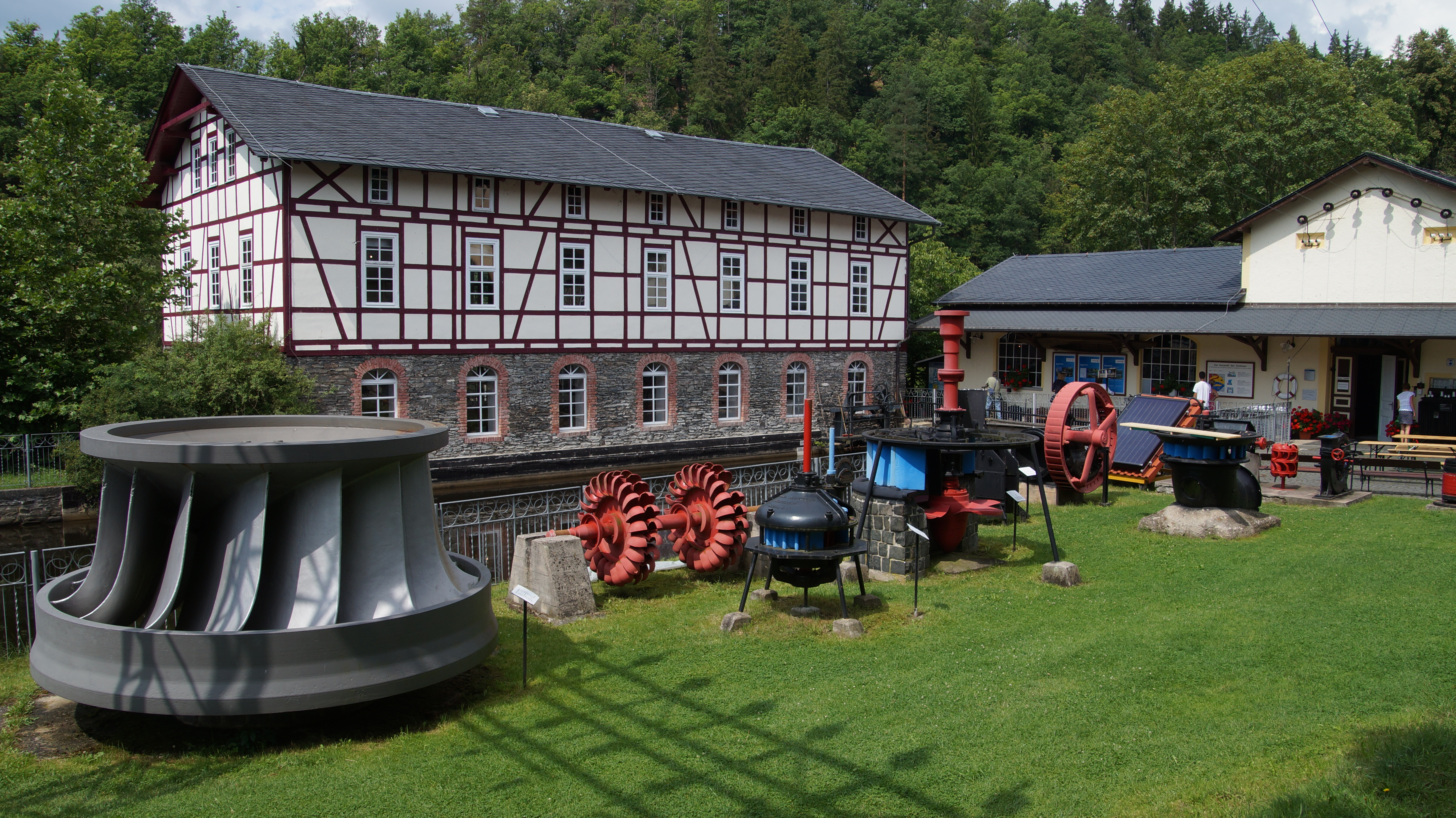
Turbinenausstellung im Wasserkraftmuseum Ziegenrück

Im thüringischen Ziegenrück befindet sich eines der ältesten noch teilweise in Betrieb befindlichen Laufwasserkraftwerke Deutschlands (um 1900), die Fernmühle. Es wird als Museum und teilweise noch aktiv zur Stromgewinnung betrieben. Vermittelt wird die Funktionsweise der Gewinnung von elektrischer Energie mittels Wasserturbinen anhand erhaltener Altanlagen (teilweise nur zu Schauzwecken erhalten) sowie die neuen Technologien von großen Wasserkraftwerken an Talsperren. Im Gelände des Wasserkraftmuseums Ziegenrück wird eine umfangreiche Freilandausstellung verschiedenster Wasserturbinen gezeigt.
Das Wasserkraftmuseum Ziegenrück ist nicht mit dem stillgelegten Conrod-Kraftwerk in Ziegenrück zu verwechseln.

## Berechnung von Turbinen
Siehe dazu:
- Turbine#Eulersche Turbinengleichung.